# Stanislav Štrunc
Stanislav Štrunc (* 30. Oktober 1942 in Skvrňany; † 8. November 2001) war ein tschechischer Fußballspieler. Er schoss in 328 Erstligaspielen 100 Tore und bestritt drei Länderspiele für die Tschechoslowakei.

## Spielerkarriere
Stanislav Štrunc spielte ab seinem 14. Lebensjahr bei Spartak Pilsen, wobei er im Tor begann. Wegen seiner Schnelligkeit spielte er jedoch bald als rechter Außenstürmer. Bei den Junioren von Spartak Pilsen herrschte allerdings ein Überangebot und Štrunc ging zu Spartak Skvrňany, das als eine Art B-Mannschaft von Spartak Pilsen fungierte. Dort schoss Štrunc Tore wie am Fließband und wurde zurückgeholt.
Im Herbst 1961 debütierte Štrunc für Spartak Pilsen in der 1. Tschechoslowakischen Liga, wenige Wochen später schoss er gegen Dynamo Žilina sein erstes Tor, das Spiel endete 4:3. 1965 wechselte der großgewachsene Angreifer zu Dukla Prag, wo er den erfolgreichsten Teil seiner Karriere verbrachte. 1966 gewann er das Double aus Meisterschaft und Pokal, 1969 wurde Dukla erneut Tschechoslowakischer Pokalsieger.
In der Tschechoslowakischen Nationalmannschaft spielte Stanislav Štrunc drei Mal. Er debütierte am 12. Juni 1966 im Maracanã, die Tschechoslowakei unterlag Brasilien mit 1:2. Danach vergingen vier Jahre, bis Štrunc sein Land erneut repräsentieren durfte. Am 7. Oktober 1970 stand er in der Mannschaft, der in der EM-Qualifikation nur ein 1:1 gegen Finnland gelang. Ein Freundschaftsspiel gegen Polen am 25. Oktober desselben Jahres, das mit 2:2 endete, war der letzte Auftritt von Štrunc im tschechoslowakischen Dress.
Häufiger spielte Štrunc für die tschechoslowakische Olympiaauswahl, er stand im Kader für die Sommerspiele 1968 in Mexiko.
1972 kehrte Štrunc nach Pilsen zurück, um der gerade aufgestiegenen Mannschaft zum Klassenerhalt zu verhelfen. Im März 1976 schoss er im Spiel gegen VSS Košice sein 99. Erstligator, womit ihm nur noch eines fehlte, um im elitären Kreis der Torjäger, dem Klub ligových kanonýrů, aufgenommen zu werden. Doch auf diesen Treffer sollte der inzwischen 33-jährige Štrunc lange warten. Als seine Mitspieler ihm auch dann den Ball zuzuspielen begannen, wo es wenig sinnvoll erschien, stellte ihn Trainer Tomáš Pospíchal nicht mehr auf. Eine letzte Chance bekam der alternde Stürmer am 28. Mai 1977 am vorletzten Spieltag der Saison 1976/77 gegen Inter Bratislava. In der zweiten Hälfte bekam er ein Zuspiel von Karel Süss und schoss endlich sein einhundertstes Tor. Einige Minuten lang wurde nicht gespielt, da Štrunc nicht nur die eigenen Mitspieler gratulierten, sondern auch die Gegenspieler und das Schiedsrichtergespann. Nur eine Woche später beendete Stanislav Štrunc seine Karriere, auch wenn er in unteren Ligen noch für Lachema Kaznějov (1977–1979) und Potraviny Plzeň (1979) spielte.
Seit 2004 richtet der FC Viktoria Pilsen jährlich ein internationales Juniorenturnier zu Ehren von Stanislav Štrunc aus, das Memoriál Stanislava Štrunce.

### Stationen
- Škoda Plzeň (1961–1965 und 1972–1977) hieß von 1953 bis 1965 Spartak Pilsen, heute Viktoria Pilsen
- Dukla Prag (1965–1972)